# Jorge Rodríguez (1968–2024)
Jorge Rodríguez (ur. 18 kwietnia 1968 w Toluce, zm. 8 sierpnia 2024) – były meksykański piłkarz grający na pozycji pomocnika. Uczestnik mundialu 1994. Grał w Deportivo Toluca oraz Santos Laguna Torreón.